# Judaísmo etíope

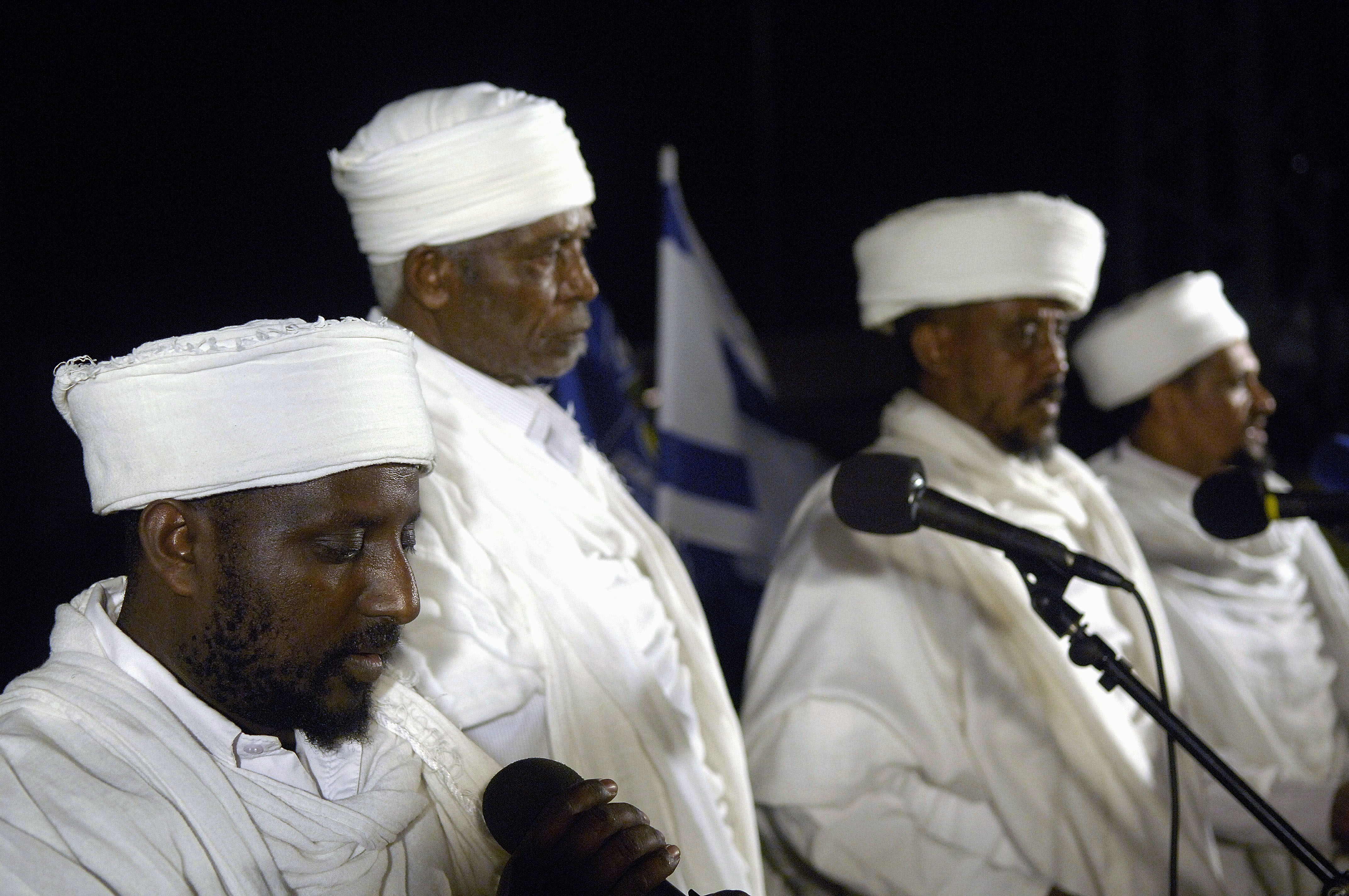
Sacerdotes (Kessim) rezando por los judíos que cayeron en Sudán camino a Israel.

El judaísmo etíope, haymanotismo o haymanot (en ge'ez: ሃይማኖት, en hebreo: היימנות), es una corriente del judaísmo practicada por los Beta Israel, judíos de origen etíope. 
En ge'ez, tigriña y amhárico, Haymanot significa '"religión" o '"fe". Por lo que en tigriña y amhárico moderno es común hablar del Haymanot cristiano o Haymanot musulmán. En Israel, el término solo se asocia con el judaísmo.
Esta versión del judaísmo difiere sustancialmente de los judaísmo rabínico, caraíta y samaritano, ya que los judíos etíopes se separaron antes de sus correligionarios. Sus escrituras sagradas (el Orit) están escritas en ge'ez, no en hebreo, y las leyes dietéticas se basan estrictamente en el texto del Orit, sin explicación de comentarios auxiliares. Los días festivos también difieren, con algunos días festivos rabínicos que no se observan en las comunidades judías etíopes y algunos días festivos adicionales, como Sigd.

## Líderes Religiosos

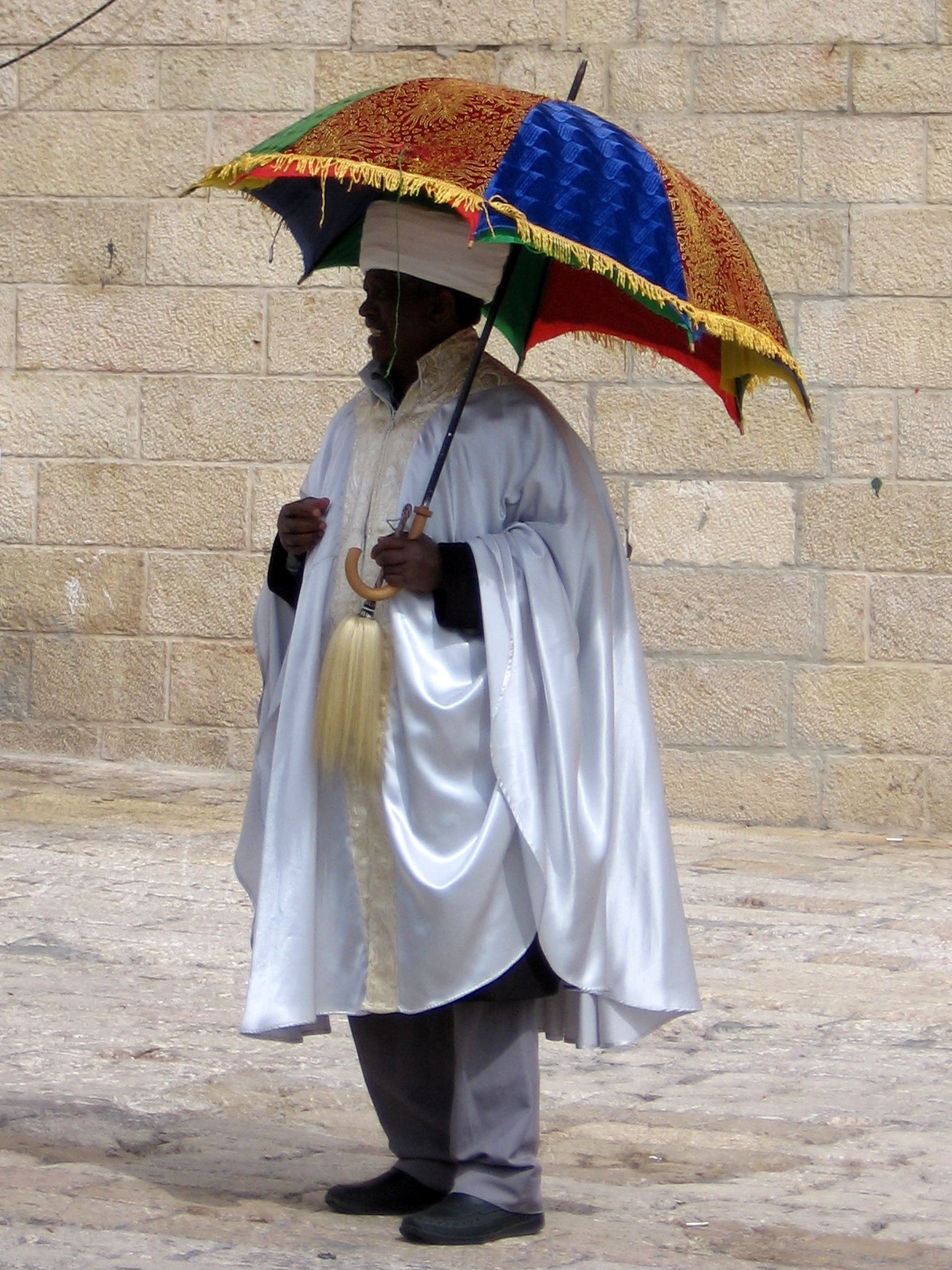
Kahen en el Muro Occidental.

- Nabiyy (Profeta), relacionado con las palabras árabe y hebrea nabī y nevi, utilizadas en la escritura judía e islámica para referirse a los profetas.
- Monkosa (Monje), relacionado con la palabra griega monakhós, que significa "solo, solitario".
- Kahen o Kes (Sacerdote), líder espiritual, similar a un cohen y análogo a un rabino o Hakham.
- Liqa Kahnet, Sumo Sacerdote.
- Debtera, hombre santo itinerante.
- Shmagle, anciano.

## Libros sagrados

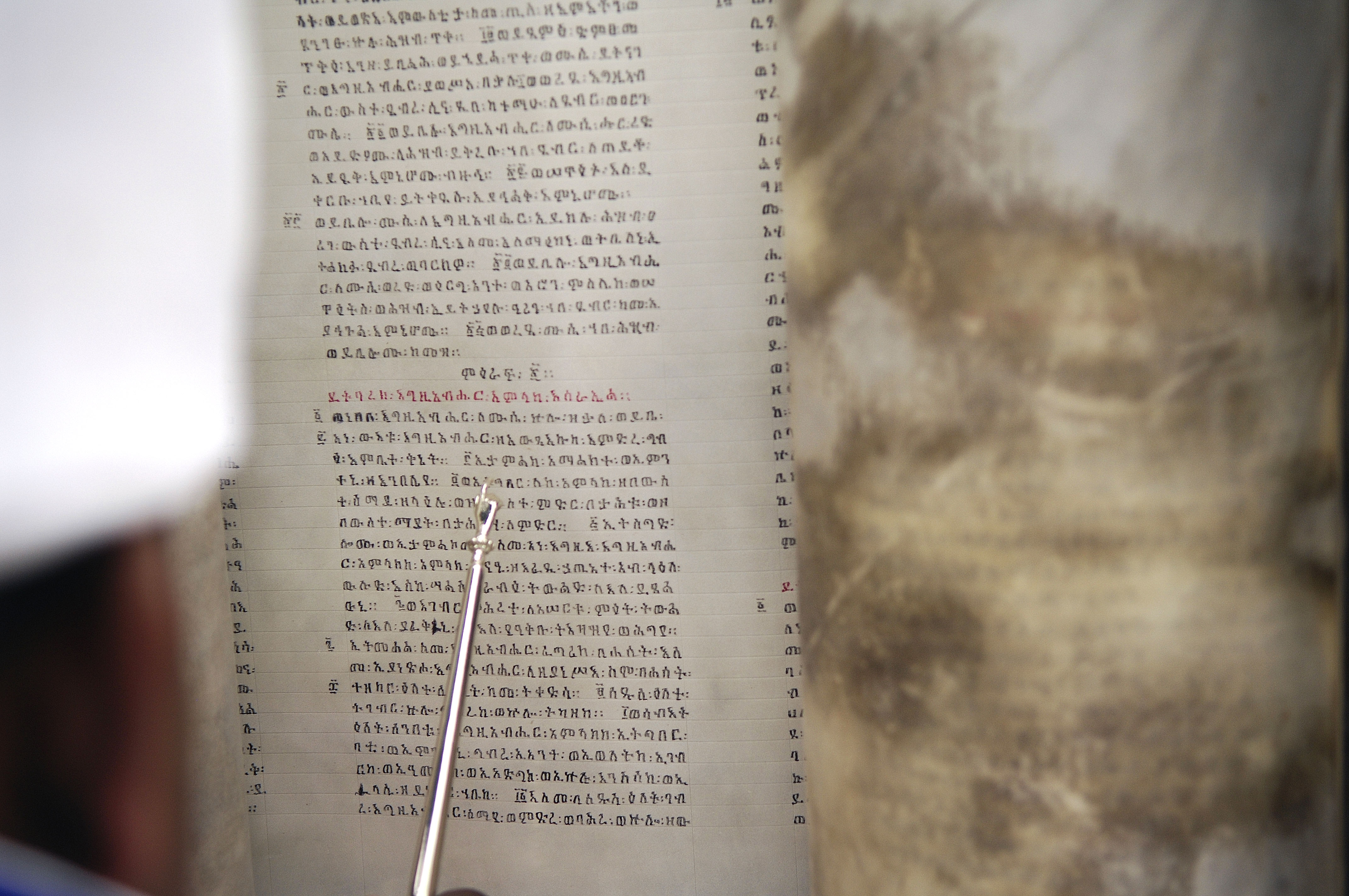
Kahen leyendo del Orit.

Mäṣḥafä Kedus (Sagradas Escrituras) es el nombre de la literatura religiosa. El idioma de los escritos es Geʽez. Beta Israel carece de una distinción firme entre textos religiosos "canónicos" y "no canónicos". Los textos religiosos de Beta Israel incluyen:
- El Orit (del arameo "Oraita" - "Torá "), que consta de los Cinco Libros de Moisés ( Génesis, Éxodo, Levítico, Números, Deuteronomio ) y los libros de Josué, Jueces y Rut.
- Los Cinco Libros de Salomón: Mesályata Salomon (Proverbios 1–24), Tagsásá Salomon ( Proverbios 25–31), Eclesiastés, Sabiduría de Salomón y Cantar de los Cantares.
- Otros libros bíblicos y apócrifos incluyen: los Libros de Samuel, los Libros de los Reyes, Los Profetas Menores, los Salmos, Isaías, Jeremías, Ezequiel, Daniel, Job, Eclesiástico, Ester, Judit, Tobías, los Libros de las Crónicas, Esdras-Nehemías, 1 Esdras, 2 Esdras, los Libros de Meqabyan, Jubileos y Enoc.
- Escritos únicos no bíblicos incluyen: Los Testamentos de Abraham, Isaac, Jacob, Moisés y Aarón, Nagara Muse (La conversación de Moisés), Te'ezaza Sanbat (Mandamientos del sábado), Arde'et (Discípulos ), Gorgoryos ( Apocalipsis de Gorgorios), Baruch (Apocalipsis de Baruch) Libro de Horas, filósofos, Padre Elías, Libro de los Ángeles , Biblia (Homilía sobre Abraham y Sara en Egipto),Gadla Sosna (La historia de Susanna) y Baqadāmi Gabra Egzi'abḥēr (En el principio creó Dios).

En contraste con la corriente principal de los judíos rabínicos, los seguidores del judaísmo Haymanot no creen en la Ley Oral, ni en el Talmud codificado. 

## Leyes dietéticas
Las leyes dietéticas se basan principalmente en Levítico, Deuteronomio y Jubileos. Los animales permitidos y prohibidos y sus signos aparecen en Levítico 11:3–8 y Deuteronomio 14:4–8. Las aves prohibidas se enumeran en Levítico 11: 13–23 y Deuteronomio 14: 12–20. Los signos de peces permitidos están escritos en Levítico 11: 9–12 y Deuteronomio 14: 9–10. Los insectos y las larvas están prohibidos según Levítico 11:41–42. Las aves de rapiña están prohibidas según Levítico 11:13–19. Gid hanasheh está prohibido por Génesis 32:33. 
Las mezclas de leche y carne no se preparan ni se comen, pero tampoco están prohibidas: Haymanot interpretó los versículos Éxodo 23:19, Éxodo 34:26 y Deuteronomio 14:21 literalmente "no hervirás un cabrito en la leche de su madre" (como los caraítas). Hoy en día, bajo la influencia rabínica, está prohibido mezclar productos lácteos con carne.
A los judíos etíopes se les prohibió comer la comida de los no judíos. Un Kes (sacerdote) solo come carne que él mismo ha sacrificado, que luego sus anfitriones preparan tanto para él como para ellos mismos. Beta Israel que rompió estos tabúes fue condenado al ostracismo y tuvo que someterse a un proceso de purificación. La purificación incluía el ayuno de uno o más días, comer solo garbanzos crudos provistos por los Kes y la purificación ritual antes de ingresar a la aldea. A diferencia de otros etíopes, los Beta Israel no comen platos de carne cruda como kitfo o gored gored.

## Sinagogas
La sinagoga etíope se llama masgid (lugar de culto) también bet maqds (casa santa) o ṣalot bet (casa de oración).

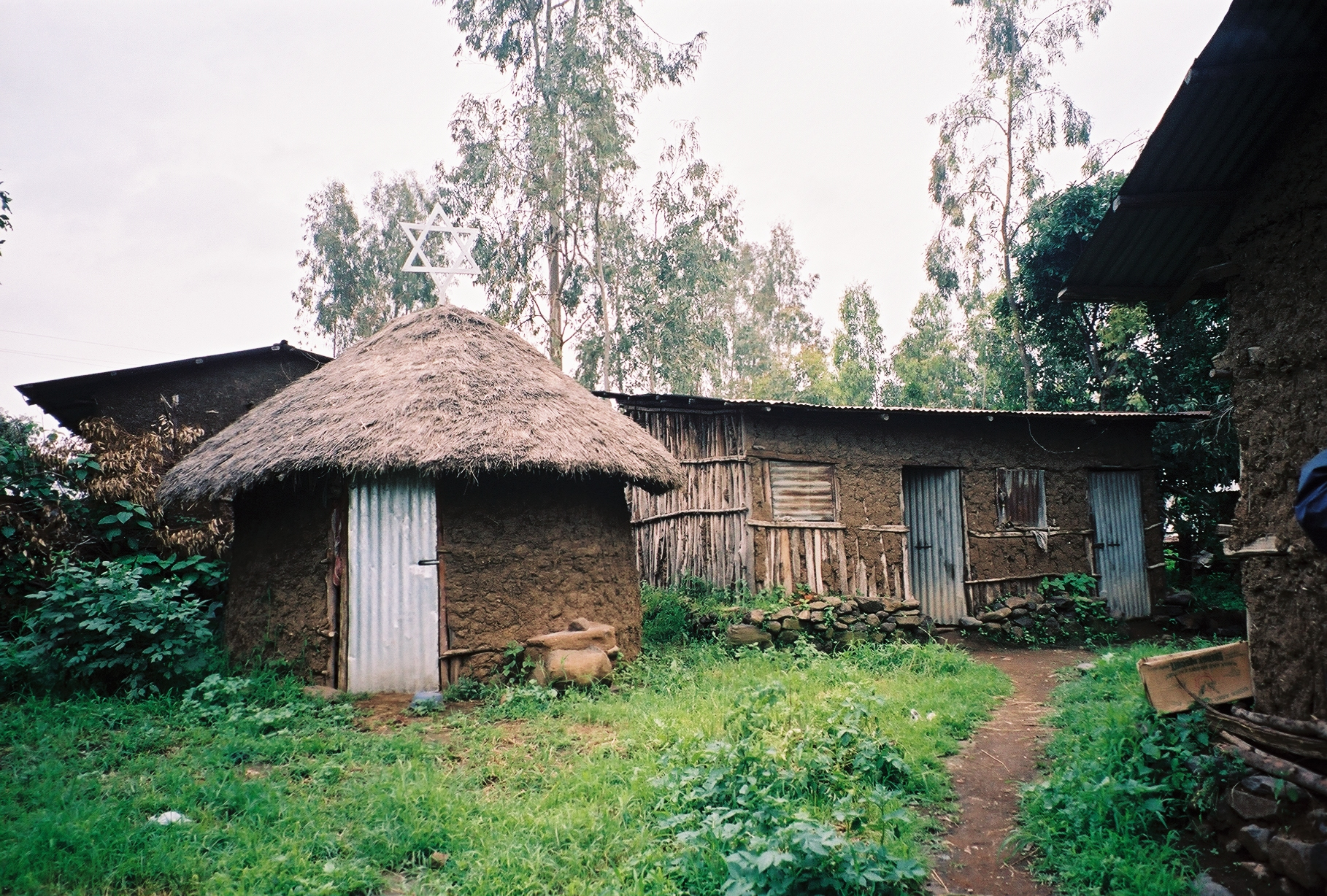
Sinagoga en el pueblo de Wolleka en Etiopía.
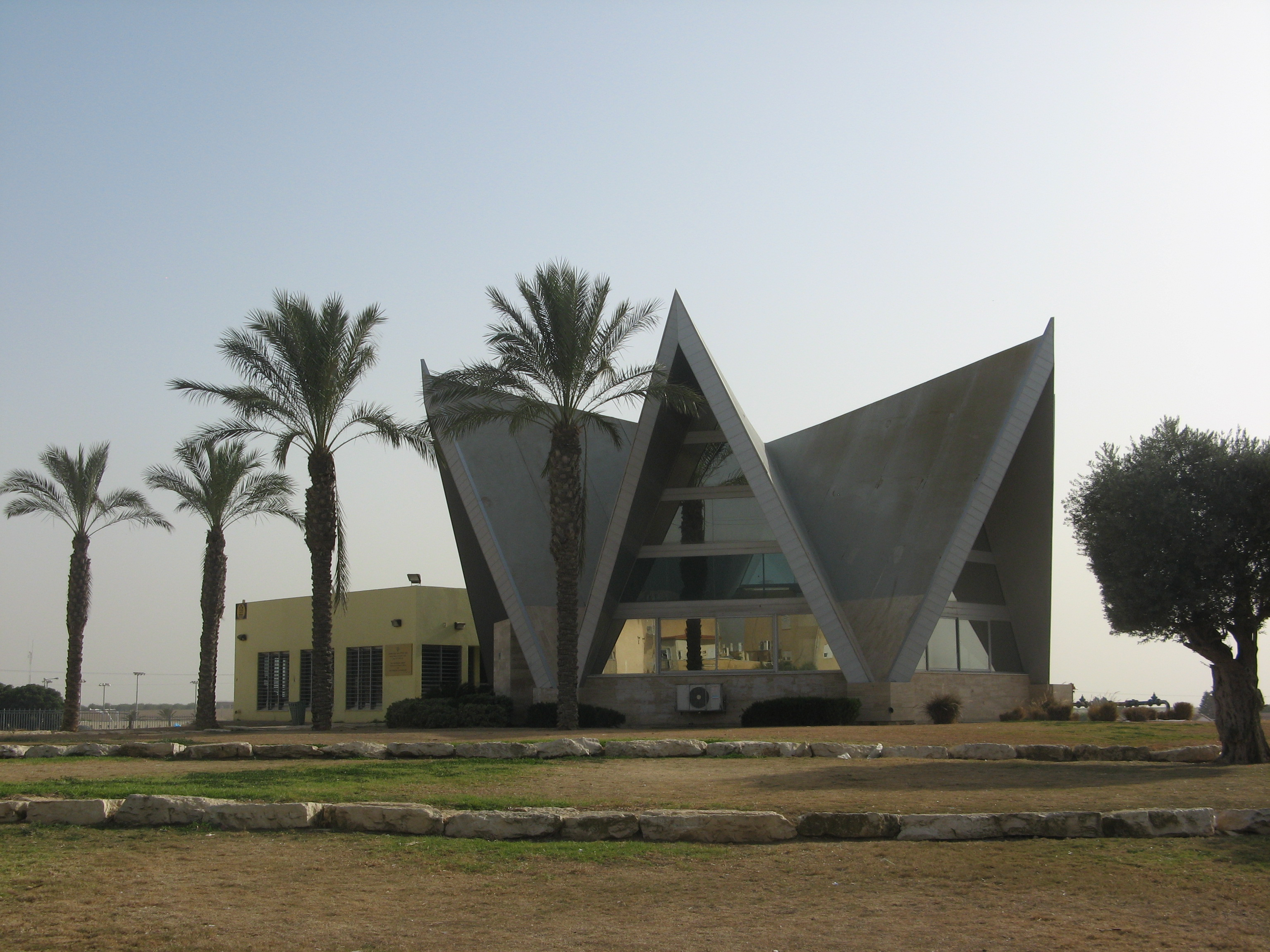
Sinagoga moderna en la ciudad de Netivot en Israel.

## Calendario
El calendario Beta Israel es un calendario lunar de 12 meses, cada 29 o 30 días alternativamente. Cada cuatro años ha habido un año bisiesto que sumaba un mes completo (30 días). El calendario es una combinación del antiguo calendario de los judíos de Alejandría, el Libro de los Jubileos, el Libro de Enoc, Abu Shaker y el calendario Geʽez.
Los años se cuentan según la Cuenta de Kushta "1571 a Jesucristo, 7071 a los gitanos y 6642 a los hebreos", según esta cuenta el año 5782 ( hebreo : ה'תשע"א ) en el calendario hebreo rabínico es el año 7082 en este calendario.

## Festividades

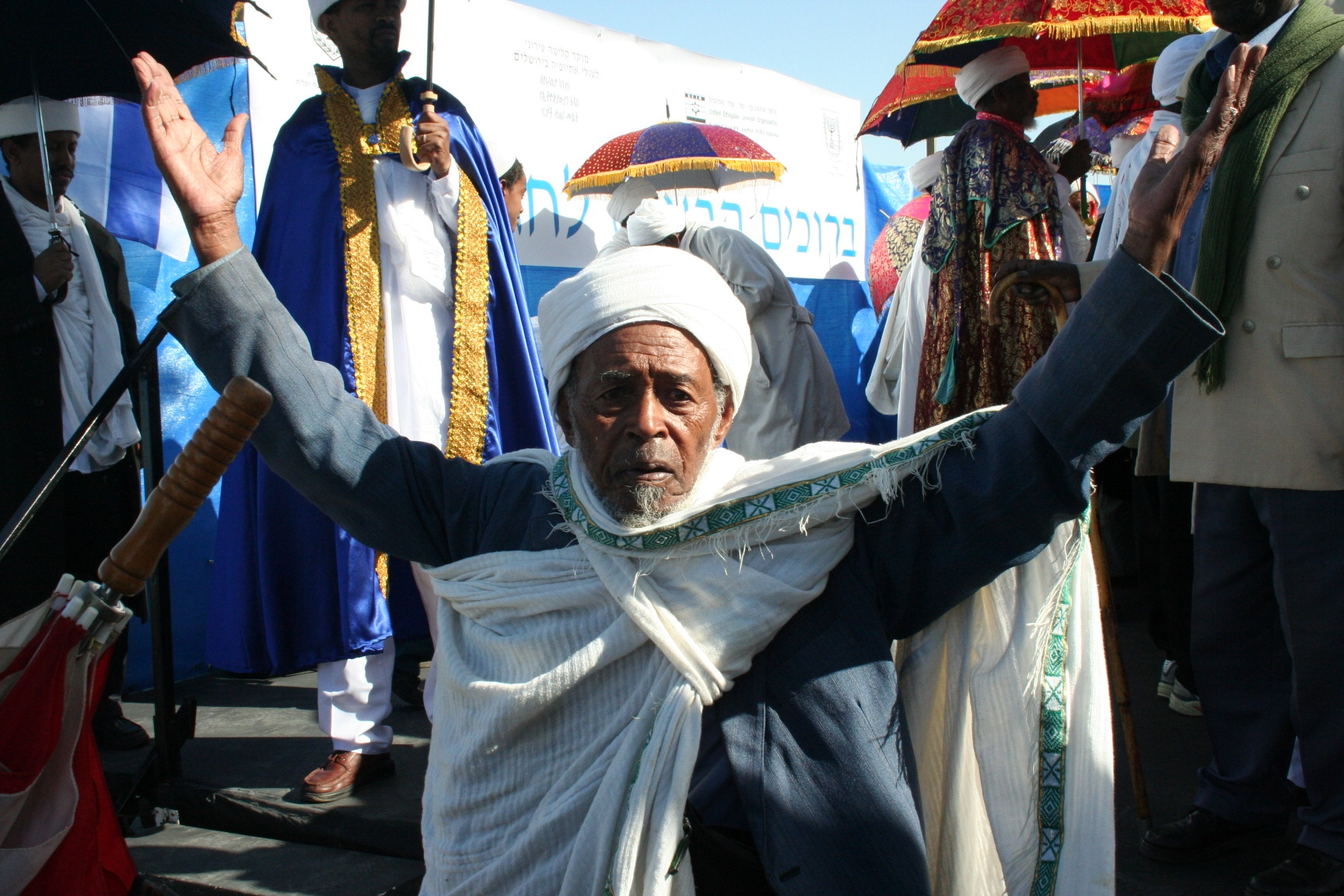
Un Kahen celebrando la festividad de Sigd en Jerusalén, 2008.

Las festividades anuales por mes son:
- Nisan : ba'āl lisan (fiesta de Nisan – Año Nuevo ) el 1, ṣomä fāsikā (ayuno de Pascua) el 14, fāsikā ( Pascua ) entre el 15 y el 21 y gadfat (engordar) o buho (masa fermentada) el 22.
- Iyar : otra fāsikā (Segunda Pascua – Pesach Sheni ) entre el 15 y el 21.
- Sivan : ṣomä mã'rar (Cosecha rápida) el 11 y mã'rar (Cosecha – Shavuot ) el 12.
- Tammuz : ṣomä tomos (ayuno de Tammuz) entre 1 y 10.
- Av : ṣomä ab (Av ayuno) entre 1 – 17.
- Séptimo sábado : fijado como el cuarto sábado del quinto mes.
- Elul : awd amet (año rotativo) el 1, ṣomä lul (ayuno de Elul) entre el 1 y el 9, anākel astar'i (nuestra expiación) el 10 y asartu wasamantu (el decimoctavo) el 28.
- Tishrei : ba'āl Matqe (fiesta del soplido - Zikhron Trua ) el 1, astasreyo (Día de la Expiación - Yom Kippur ) el 10 y ba'āla maṣallat (fiesta de los Tabernáculos - Sukkot ) entre el 15 y el 21.
- Jeshvan : festividad para el día en que Moisés vio el rostro de Dios el 1, festividad para la recepción de Moisés por parte de los israelitas el 10, ayuno el 12 y měhlělla (Súplica – Sigd ) el 29.
- Kislev : otro ṣomä mã'rar y mã'rar el 11 y el 12 respectivamente.
- Tevet : ṣomä tibt (ayuno de Tevet) entre 1 y 10.
- Shevat : wamashi brobu en 1.
- Adar : ṣomä astēr (Ayuno de Esther – Ta'anit Ester ) entre el 11 y el 13.

Las festividades mensuales son principalmente días conmemorativos de la fiesta anual, estos son yačaraqā ba'āl ("festival de la luna nueva") el primer día de cada mes, asärt ("diez") el décimo día para conmemorar Yom Kippur, ' asrã hulat ("doce") el duodécimo día para conmemorar Shavuot, asrã ammest ("quince") el decimoquinto día para conmemorar Pesaj y Sucot, y ṣomä mälěya un ayuno el último día de cada mes. Las festividades diarias incluyen el ṣomä säňňo (lunes de ayuno), ṣomä amus (jueves de ayuno),sábado ).